# Tatiščevo
Tatiščevo (in russo Татищево?) è un insediamento di tipo urbano dell'oblast' di Saratov, in Russia; è il centro amministrativo del distretto Tatiščevskij.
Si trova sul fiume Idolga (affluente di sinistra della Medvedica, 40 km a nord-ovest di Saratov.